# Dinosauren (vrak)
Dinosauren kallas vraket efter ett oidentifierat "jätteskepp" som ligger sjunket i Lurö skärgård i Vänern. Skeppet som varit klinkbyggt kan troligen vara från 1600-talet eller kanske ännu äldre. Skrovets bredd är hela 14 meter och det har 35 cm breda spant. Ungefär 20 meter av skrovets längd återstår i nuläget medan resten ligger dold under tjocka lager av bottensand. Den totala skrovlängden har uppskattats vara cirka 50 meter och i såfall är "Dinosauren" det allra längsta klinkbyggda skepp som man någonsin påträffat. Vraket upptäcktes 1998 av Roland Peterson, Vänermuseet.